# يوم أن قتلوا الغناء (مسرحية)
يوم أن قتلوا الغناء، مسرحية مصرية، تدور حول صراع ما بين أخوين، في رحلة البحث عن سبب الوجود وسرالكون والصراع الدائر بين روح التسامح والحب من ناحية، والتعصب والكراهية من ناحية أخرى، المسرحية من إنتاج مسرح الطليعة برئاسة الفنان شادي سرور، تأليف محمود جمال، وإخراج تامر كرم، وحصل العرض على العديد من الجوائز.

## ردود الفعل
تلقت المسرحية ردود فعل جيدة وأشاد بها العديد من النقاد والفنانين، حقق العرض نجاحا جماهيريا كبيرا منذ افتتاحه وقدم للعام الرابع على التوالي ما بين القاهرة والإسكندرية، قدم على مسرح الطليعة بالعتبة، كما قدم في المعهد العالي للفنون المسرحية، وجامعة عين شمس، وحصل العرض على العديد من الجوائز، كما شارك العرض ضمن فعاليات البرنامج الرسمي لمهرجان القاهرة الدولى للمسرح المعاصر والتجريبى في دورته الرابعة والعشرين. كما مثلت مصر في المسابقة الرسمية بمهرجان مكناس للمسرح بالمغرب، في دورته الثانية في الفترة من 28 نوفمبر حتى 3 ديسمبر 2019 وذلك ضمن 12 دولة مشاركة بالمهرجان. وقد حققت نجاحا كبيرا في المهرجان.

### الجوائز
- حصد العرض جائزة أفضل عرض مسرحي، وجائزة أفضل إخراج مسرحى لتامر كرم، وجائزة أفضل تأليف موسيقي لأحمد نبيل، وجائزة أفضل ديكور لمحمد سعد، وجائزة أفضل إضاءة لأحمد عبد المعبود، كل هذا خلال المهرجان القومي للمسرح المصري في دورته العاشرة عام 2017.[1][4][7][8]

## فريق العمل
العرض من بطولة ياسر صادق، شادي سرور، طه خليفة، محمد ناصر، ألحان المهدي، هايدي رفعت، حمادة شوشة، آداء صوتي للنجم نبيل الحلفاوي، موسيقى أحمد نبيل، ديكور محمد سعد، ملابس مروة منير، تعبير حركي عمرو باتريك، تأليف محمود جمال، إخراج تامر كرم.